# 718
Évszázadok: 7. század – 8. század – 9. század
Évtizedek: 660-as évek – 670-es évek – 680-as évek – 690-es évek – 700-as évek – 710-es évek – 720-as évek – 730-as évek – 740-es évek – 750-es évek – 760-as évek
Évek: 713 – 714 – 715 – 716 –  717 – 718 – 719 – 720 – 721 – 722 – 723

## Események

### Bizánci Birodalom
- Tavasszal II. Omár kalifa utánpótlást küld Konstantinápoly ostromához, 400 hajót Egyiptomból és 360-at Észak-Afrikából. A flották kerülik a találkozást a bizánci hajóhaddal, de a Márvány-tenger partjaihoz érve tömegesen szöknek meg róluk a keresztény tengerészek. A dezertőrök által informált bizánciak meglepetésszerűen megtámadják a muszlim hajóhadat és görögtűzzel elpusztítják vagy elfoglalják hajóit.
- A bolgárok megtámadják a téli éhezéstől és járványtól megtizedelt ostromló arab sereget és állítólag 22 ezret megölnek közülük. Augusztusban Omár kalifa kiadja a parancsot a visszavonulásra. Muszlim források szerint az ostrom során 150 ezer arab veszett oda, ami nyilvánvaló túlzás, de jelzi a hatalmas veszteségeket.

### Európa
- A Frank Birodalomban II. Chilperic király a magát függetlennek kikiáltó Odo aquitániai herceggel szövetkezik Martell Károllyal szemben, de a soissons-i csatában vereséget szenved tőle.
- Meghal IV. Chlothar, a Martell Károly által trónra ültetett bábkirály. Odo kiadja Károlynak a hozzá menekült Chilpericet, akit az elismer frank királynak, Chilperic pedig elfogadja Károlyt az egész birodalom majordomusának.
- Károly megtorolva az előző évek fosztogatásait egészen a Weserig feldúlja a szászok földjeit.
- Ibéria északi partvidékén egy vizigót nemes, Pelagius a keresztény menekültek élére áll, meghirdeti a muszlimok elleni harcot[1] és megalapítja az Asztúriai Királyságot.
- Meghal Coenred northumbriai király. Utóda Osric, az előző uralkodó öccse vagy féltestvére.

### Japán
- Összeállítják a Jóró-törvénykönyvet; ebben először említik (valószínűleg) a szusit.

## Születések
- Kóken, japán császárnő
- V. Kónsztantinosz, bizánci császár
- Ótomo no Jakamocsi, japán államférfi és költő

## Halálozások
- március 27. – Salzburgi Szent Rupert, frank érsek, hittérítő
- június 30. – Salzburgi Erentrudis, Rupert unokahúga, apátnő
- Cœnred, northumbriai király
- Plectrudis, Herstali Pippin frank majordomus felesége, régens

## Fordítás
- Ez a szócikk részben vagy egészben  a(z)   718 című angol Wikipédia-szócikk ezen változatának fordításán alapul.  Az eredeti cikk szerkesztőit annak laptörténete sorolja fel. Ez a jelzés csupán a megfogalmazás eredetét és a szerzői jogokat jelzi, nem szolgál a cikkben szereplő információk forrásmegjelöléseként.